# خالد شديد الطاحوس
خالد محمد شديد الطاحوس مواليد دولة الكويت ، نائب سابق شارك في انتخابات مجلس الامة الكويتي (التكميلية) في فصله التشريعي الثاني عام 1967 عن الدائرة الخامسة (كيفان) وجاء بالمركز الثاني وحصل علي (390) صوت ونجح بالانتخابات.